# Коротаев, Андрей Витальевич
Андре́й Вита́льевич Корота́ев (род. 17 февраля 1961 года, Москва) — российский учёный, работы которого носят междисциплинарный характер и исследуют широкий спектр вопросов истории, сравнительной политологии, демографии, социологии, экономики, футурологии, исламоведения, арабистики, африканистики, палеонтологии, эволюционной биологии, Большой Истории, фольклористики, культурной антропологии, математического моделирования, системного анализа и т. д. Создатель математической модели демографического будущего России, позволившей предложить обоснованные рекомендации по выходу из российского демографического кризиса. Автор одного из наиболее убедительных математических объяснений закона гиперболического роста численности населения Земли и феномена «Арабской весны», создатель теории нелинейной социальной эволюции. Один из основоположников клиодинамики. В последние годы Коротаевым был сделан особо серьёзный вклад в разработку общей теории социальной эволюции, вообще, и в исследование эволюции Мир-Системы, в частности; также необходимо отметить его вклад в исследование проблем социально-демографического развития Тропической Африки.
Директор Центра изучения стабильности и рисков НИУ ВШЭ, д. и. н., профессор. Ведущий научный сотрудник Института востоковедения РАН. Профессор Факультета глобальных процессов МГУ. Главный научный сотрудник Института Африки РАН. Ведущий научный сотрудник Международной лаборатории политической демографии и макросоциологической динамики РАНХиГС. Профессор кафедры современного Востока РГГУ.
Соредактор международных журналов Social Evolution & History и Journal of Globalization Studies.
Координатор проекта «Комплексный системный анализ и моделирование мировой динамики» Президиума РАН (совместно с А. А. Акаевым и Г. Г. Малинецким). Лауреат Фонда содействия отечественной науке в номинации «Лучшие экономисты Российской академии наук» (2006). Лауреат золотой медали Н. Д. Кондратьева 2012 года «за выдающийся вклад в развитие общественных наук».

## Биография
Андрей Витальевич Коротаев родился 17 февраля 1961 года в Москве.
Окончил Институт стран Азии и Африки при МГУ. Кандидат исторических наук (1990), доктор философии Манчестерского университета (1993), доктор исторических наук (1998).
С 1989 работает в Институте востоковедения РАН. С 2002 года — ведущий научный сотрудник, с 2012 года — главный научный сотрудник.
В 2001—2004 гг. — профессор кафедры общей социологии, заведующий Программой «Антропология Востока» ГУ-ВШЭ.
С 2012 г. — заведующий Лабораторией мониторинга рисков социально-политической дестабилизации НИУ ВШЭ.
C 1994 преподаёт в Российском государственном гуманитарном университете (РГГУ). С 1998 года — профессор. В 1998—2001 годах — заведующий Отделением социальной антропологии Института культурной антропологии (ИнКА) РГГУ. В 2004—2014 годах заведовал Кафедрой современного Востока.
В 2003—2004 годах проводил научные исследования в Институте высших исследований в Принстоне (США).
С 1999 года работает в Институте Африки РАН. С 2002 года — ведущий научный сотрудник.
С 2012 года — профессор Факультета глобальных процессов МГУ.

## Области научных интересов и основные научные достижения

### Математическое моделированиеисторической, социальной, экономической и демографической динамики.Клиодинамика

#### Моделирование глобальной социальной динамики
В этой области научного знания им было предложено одно из наиболее убедительных математических объяснений закона гиперболического роста численности населения Земли. Им и его коллегами, А. С. Малковым и Д. А. Халтуриной, было показано, что гиперболический рост населения мира и квадратически-гиперболический рост мирового ВВП (а также гиперболический рост мировой грамотности и урбанизации, квадратически-гиперболический рост численности городского и грамотного населения мира и т. п.), наблюдавшиеся вплоть до 1970-х годов, можно объяснить как продукт положительной нелинейной обратной связи второго порядка между демографическим ростом и технологическим развитием.

Динамика численности населения мира, в миллиардах чел., 10 000 г. до н. э. — 2000 г. н. э.

Эта положительная обратная связь может быть схематически описана следующим образом: технологический рост — рост потолка несущей способности земли (расширение экологической ниши) — демографический рост — больше людей — больше потенциальных изобретателей — ускорение технологического роста — ускоренный рост несущей способности земли — ещё более быстрый демографический рост — ускоренный рост числа потенциальных изобретателей — ещё более быстрый технологический рост — дальнейшее ускорение темпов роста несущей способности земли и т. п.

##### Успешное предсказание второй волны (2011 г.) мирового финансово-экономического кризиса
В своей статье «О возможности предсказания нынешнего глобального кризиса и его второй волны», опубликованной в декабре 2010 г. в № 6 академического журнала «Экономическая политика» (с. 39-46), Аскар Акаев, Виктор Садовничий и Андрей Коротаев написали, что «начало второй кризисной волны прогнозируется в июле-августе 2011 года». Прогноз оказался точным и в августе действительно возникла кризисная волна.

#### На стыке глобальной социальной и биологической макродинамики

Динамика мирового биоразнообразия в фанерозойскую эпоху

Совместно с А. В. Марковым Коротаев показал применимость гиперболических и гиперэкспоненциальных моделей положительной обратной связи для математического описания макродинамики биологического разнообразия и долгосрочного эволюционного роста размера генома. Коротаев и Марков показали, что динамика родового разнообразия фанерозойской биоты значительно лучше описывается гиперболической моделью, широко используемой в демографии и макросоциологии, чем традиционно привлекавшимися для этой цели экспоненциальными и логистическими моделями, заимствованными из теории динамики популяций. Если последние предполагают отсутствие влияния межтаксонных взаимодействий на динамику разнообразия, за исключением соревнования за свободное экологическое пространство, то гиперболическая модель предполагает наличие в развитии биоты нелинейной положительной обратной связи второго порядка. Коротаев и Марков показали, что в развитии биоты имеется нелинейная положительная обратная связь второго порядка между разнообразием и структурой сообществ (больше родов — выше альфа-разнообразие, то есть среднее число родов в одном сообществе — сообщества становятся более сложными, устойчивыми и «забуференными» — растёт «таксономическая ёмкость» среды и средняя продолжительность существования родов; снижается темп вымирания — рост разнообразия ускоряется). Разработанная ими математическая модель динамики биоразнообразия, основанная на этом предположении, была подтверждена эмпирическими данными по динамике альфа-разнообразия.

#### Моделирование взаимодействия трендовой и циклической макродинамики, а также фазовых переходов в истории
Коротаев внёс заметный вклад в развитие математических моделей вековых социально-демографических циклов, разработав целый класс моделей, математически описывающих взаимодействие между тысячелетней трендовой и вековой циклической динамикой (см., например, его книгу «Долгосрочная политико-демографическая динамика Египта: Циклы и тенденции»). Им (совместно с его коллегами) была также разработана модель возникновения социально-политических потрясений в процессе выхода социальных систем из мальтузианской ловушки (т. н. «ловушка на выходе из ловушки») и показана её эффективность применительно к анализу волны революций на Ближнем Востоке в 2010—2011 гг..

#### Математическое моделирование демографического будущего России и кондратьевской волновой динамики
Совместно с Д. А. Халтуриной Коротаевым было также предпринято очень важное исследование факторов и механизмов современного российского демографического кризиса, т. н. «Русского креста» (послужившее основой для сценарного математического моделирования демографического будущего России), а в сотрудничестве с С. В. Цирелем ему впервые удалось выявить при помощи спектрального анализа кондратьевские волны (а также циклы Жюгляра и Китчина) в мировой динамике ВВП на статистически значимом уровне. Им были также выявлены кондратьевские волны в мировой динамике инновационной активности.

### Мир-системный анализ
В сотрудничестве со своими коллегами он показал, что до 1973 г. гиперболический рост численности народонаселения мира сопровождался квадратически-гиперболическим ростом мирового ВВП, разработав, вместе с тем, систему математических моделей, описывающих не только этот феномен, но и выход Мир-Системы из режима с обострением после 1973 г..
Вслед за Андре Гундер Франком А. В. Коротаев значительно удревняет датировку начала формирования Мир-Системы, однако идёт значительно дальше А. Г. Франка, датируя начало этого процесса IX тысячелетием до н. э. и связывая его с началом неолитической революции в Западной Азии. Именно там, в Западной Азии, и находился, по мнению А. В. Коротаева, центр Мир-Системы первые тысячелетия её существования.
А. В. Коротаевым был также предложен новый подход, в рамках которого в качестве наиболее важного механизма интеграции Мир-Системы рассматриваются генерация и диффузия инноваций. Наряду с прочим предлагаемый подход предполагает и пересмотр определения мир-системного ядра, в качестве которого в этом случае предлагается понимать скорее не мир-системную зону, эксплуатирующую другие зоны, а ту зону Мир-Системы, которая имеет наивысшее соотношение между сгенерированными внутри неё (и получившими распространение в других зонах) и заимствованными из других зон инновациями, ту зону, которая выступает в качестве донора инноваций в значительно большей степени, чем в качестве их реципиента. Им также предложен ряд прогнозов развития Мир-Системы, в том числе (совместно с коллегами), был предложен расчёт динамики сближения роста ВВП на душу населения центра и периферии Мир-Системы, в соответствии с которым разрыв должен снизиться с современного уровня 7:1 до уровня 4,5:1 к 2050 г..

#### Исследование современных тенденций мирового развития
Совместно с Д. А. Халтуриной Коротаев показал, что начало 1970-х годов было важной вехой не только в глобальном демографическом, но и в глобальном экономическом переходе (а также и в глобальном социокультурном переходе), вехой, обозначившей начало выхода Мир-Системы из режима с обострением, начало замедления (и стабилизации) развития Мир-Системы по многим ключевым показателям. Ими было также показано, что наметившаяся в последние годы тенденция к выравниванию уровня экономического развития высоко экономически развитых стран, с одной стороны, и средне- и слаборазвитых, с другой, является достаточно логичным следствием нарастающей реальной глобализации, невозможной без роста прозрачности экономических границ, а также результатом роста уровня образованности населения развивающихся стран и тесно связанного с этим продвижения к завершению демографического перехода, то есть результатом того, что к 1990-м гг. большинству стран третьего мира удалось добиться резкого роста грамотности (это, с одной стороны, стимулировало экономический рост, а с другой стороны, способствовало сокращению рождаемости и очень значительному замедлению темпов роста населения). Коротаев и Халтурина показали, что в результате всех этих процессов в последние годы в большинстве стран периферии наблюдаются темпы роста ВВП на душу населения, значительно более высокие, чем в большинстве стран центра, а значит, и происходит совершенно закономерное, быстрое сокращение разрыва по уровню жизни между «развитыми» и «развивающимися» странами. При этом Коротаевым и Халтуриной было показано, что сокращение это идёт заметно более быстрыми темпами, чем шло нарастание данного разрыва вплоть до начала 70-х гг. прошлого века. Они обращают особое внимание на то обстоятельство, что перелом двухвековой тенденции к росту разрыва по уровню жизни между центром и периферией на тенденцию к сокращению этого разрыву с удивительной точностью (практически до года) совпал по времени с переломом целого ряда других многовековых (и даже иногда много тысячелетних) тенденций на прямо противоположные. Речь идёт в том числе и о переходе от много тысячелетних тенденций к увеличению относительных темпов роста населения и ВВП (а также ВВП на душу населения) к прямо противоположным тенденциям к уменьшению этих темпов и о переходе от много тысячелетней тенденции к уменьшению эффективности использования энергии к прямо противоположной тенденции к росту этой эффективности. Коротаев и Халтурина показывают, что совпадение это отнюдь не случайно и отражает тот факт, что мы имеем здесь дело с разными сторонами единого процесса развития Мир-Системы, с разными сторонами единого процесса выхода Мир-Системы из режима с обострением (представляющего собой по сути дела фазовый переход) и началом движения к траектории устойчивого развития.

### Кросс-культурные исследования
А. В. Коротаев явился в отечественной науке пионером использования в исторической антропологии методики формальных кросс-культурных исследований, основанной на статистическом анализе кросс-культурных баз данных. Опираясь на эту методику, ему, например, удалось показать связь между глубокой христианизацией и разложением родовой организации, между ростом культурной сложности среди неолитических обществ и ростом женской сексуальной свободы, между исламизацией/арабизацией и родовой эндогамией, а также выявить и объяснить (несколько контринтуитивную) связь между распространением ислама в странах Африки к югу от Сахары и снижением уровня полигинии в данных странах. Коротаев в этой области явился одним из пионеров использования формального количественного анализа распространения фольклорно-мифологических мотивов и генетических маркеров для глубокой исторической реконструкции. Работы А. В. Коротаева в этом направлении получили широкое международное признание и опубликованы в таких ведущих культурно-антропологических журналах мира, как Этнографическое обозрение, Current Anthropology, World Cultures, American Anthropologist, Ethnology, Journal of Anthropological Research, Cross-Cultural Research, Journal of American Folklore, Acta Americana.

### Теория социальной эволюции
В этой области Коротаев известен прежде всего разработанной им совместно с Н. Н. Крадиным и В. А. Лыншей теорией нелинейной социальной эволюции. Эта теория исходит из того, что имеет смысл говорить не о линиях эволюции, а о непрерывном эволюционном поле. При этом в рамках этого поля мы вовсе не наблюдаем такой ситуации, при которой движение в любом направлении возможно в равной степени. Движение в некоторых направлениях в его рамках оказывается в принципе невозможным, в то время как движение в одном направлении будет менее вероятным, чем в другом. Коротаев известен также исследованиями по движущим силам социальной эволюции и роли субъективного фактора социальной эволюции. По мнению Коротаева, темпы социальной эволюции в архаических обществах были довольно низкими. Крупные макросоциологические сдвиги (переход от присваивающего хозяйства к производящему, появление развитой социальной стратификации, централизованных политических систем: вождеств, а затем ранних государств и их аналогов и т. п.) занимали столько времени, что практически не фиксировались сознанием людей. К тому времени, когда общество достигало качественно нового состояния, практически стиралась всякая память о предыдущем качественно ином состоянии. Начинало казаться, что всегда так оно и было, как оно есть сейчас, а главное по-другому «Мы», «люди» (то есть наш этнос) и жить не могут. Практически безраздельно господствовали «концепции» циклического времени и представление о совпадении «должного» и «сущего». Проблема выбора пути развития, как правило, просто не стояла «на повестке дня», ибо сам факт развития был далеко не очевиден. По мнению Коротаева, социальная эволюция архаических обществ и представляла собой естественноисторический процесс во многом потому, что она, как правило, просто не замечалась людьми, не фиксировалась их сознанием и не становилась предметом их забот и интересов. Выбор путей развития совершался практически без участия людей, что и позволяет считать социальную эволюцию архических обществ вполне стихийной. Качественный сдвиг происходит, по мнению А. В. Коротаева, в осевое время (VIII—III вв. до н. э.), так как именно в эту эпоху происходит появление и широкое распространение представлений о том, что общество со временем изменяется, что «должное» не совпадает с «сущим», что возможно более справедливое социальное устройство и что его можно достичь, приложив для этого определённые сознательные усилия; оформляются многообразные социальные идеалы; появляются, распространяются и развиваются организационные формы, в рамках которых ведётся деятельность по претворению этих идеалов в жизнь, сразу как минимум во всех «центрах» осевого времени (Греции, Риме, Палестине, зороастрийском Среднем Востоке, Индии, Китае). Именно с этой эпохи социальную эволюцию человечества (по крайней мере той его части, которая тем или иным образом, прямо или косвенно прошла через осевое время) никак нельзя уже рассматривать как полностью (или почти полностью) естественноисторический процесс, обусловленный (даже в конечном счёте) только или почти только одними объективными материальными факторами. Сознание все в большей и большей степени начинает определять бытие.
В 2001—2003 гг. А. В. Коротаев возглавлял научный проект РГНФ «Логико-математическое моделирование процессов социальной эволюции», а в 2006—2008 гг. — научный проект РФФИ «Выявление закономерностей функционирования и эволюции традиционных социально-политических систем Евразии». В ходе осуществления этих проектов А. В. Коротаеву и его коллегам удалось получить важные научные результаты. Например, им удалось проследить тенденции динамики численности городского населения североафриканско-евразийской «мир-системы», начиная с IV тыс. до н. э. и предложить математические модели, с неожиданно высокой степенью точности описывающие эту динамику. Ими были также предложены математические модели, описывающие демографическую, технологическую, политическую и культурную динамику этой мир-системы.

#### Переосмысляя Вебера: грамотность и «дух капитализма»
Коротаев и его коллеги полагают, что протестантизм оказал положительное влияние на экономическое развитие соответствующих модернизирующихся обществ, но не столько через «протестантскую этику» (как это было предложено Максом Вебером), сколько через распространение грамотности. Они обращают внимание на то обстоятельство, что, согласно учению Лютера, умение читать было протестантам жизненно необходимо для того, чтобы исполнять свой религиозный долг — читать Библию. Ситуация была прямо противоположна применительно к католикам. Католическая церковь запрещала мирянам читать Библию даже на латинском языке, а Мартин Лютер, настаивал на том, что это не просто право, а обязанность всех христиан; и читать Библию они при этом должны на своём родном языке, что не могло не стимулировать распространение грамотности среди протестантов. В результате уровень грамотности и образования среди протестантов был, в целом, выше не только такового у католиков, но и у последователей других конфессий, у которых не было религиозного стимула к обучению грамотности. Было показано, что грамотное население имеет гораздо больше возможностей для получения и использования достижений модернизации, чем неграмотное. С другой стороны, грамотные люди могут характеризоваться большей инновационной активностью, которая резко увеличивает возможности для модернизации, развития и экономического роста. Кроме того «грамотный бизнесмен, рабочий, солдат, изобретатель и т. д. оказывается эффективнее неграмотного не только благодаря способности прочитать контракты, инструкции и учебные пособия, но и благодаря более развитым навыкам абстрактного мышления». Эмпирические исследования, проведённые Коротаевым и его коллегами, подтвердили наличие довольно сильных и очень значимых корреляций между ранним переходом к массовой грамотности в модернизирующемся обществе и последующими высокими темпами экономического развития.

### История Ближнего и Среднего Востока

#### Исследование Южной Аравии. Сабеистика
А. В. Коротаев внёс заметный вклад в разработку количественных методов анализа массовых эпиграфических источников с целью выявления основных тенденций эволюции древнеаравийских социальных систем. Использование этих методов позволило ему предпринять успешную попытку проследить общие тенденции эволюции социально-политических систем Северо-Восточного Йемена с X в. до н. э. по XX в. н. э. Особый научный интерес представляет открытие А. В. Коротаевым того факта, что йеменская племенная организация не является первобытной, а возникает только в раннее средневековье, приходя на смену («назло» упрощённым эволюционистским схемам) политической организации древних вождеств, а также факта значительного укрепления родовой организации в Северо-Восточном Йемене в конце 1-го тыс. до н. э..
А. В. Коротаеву также впервые удалось достоверно установить факт существования в доисламской Аравии матрилинейных родовых групп и предложить адекватный перевод самой большой катабанской надписи, R 3566.

#### Возникновение ислама
Возникновение ислама рассматривается А. В. Коротаевым и его соавторами в контексте социально-экологического кризиса в Аравии VI в. и адаптации к нему арабов. Ими показано, что в процессе этой адаптации произошло разрушение большинства аравийских царств, что сопровождалось развитием свободолюбивого «антицарского» этоса, кодифицированного в племенных исторических традициях и поэзии, что привело к формированию в Аравии конца VI—VII вв. политико-антропологического контекста, оптимального для формирования и распространения автохтонной аравийской монотеистической религии.

#### Ближний Восток в средние века
Применительно к Ближнему Востоку историко-демографические исследования Коротаева показали, что общий тренд демографической динамики средневекового Египта был скорее восходящим, чем нисходящим. Вместе с тем, он показал, что несущая способность земли в средневековом Египте выросла заметно сильнее, чем численность его населения; при этом наблюдавшийся за этот период рост численности населения был многократно ниже аналогичного показателя для всех основных регионов Мир-Системы Старого Света (за пределами Ближнего и Среднего Востока). Коротаев продемонстрировал, что это было связано с некоторыми специфическими характеристиками политико-демографических циклов средневекового Египта; средневековые египетские политико-демографические циклы имели относительно небольшую (порядка 90 лет) продолжительность. В ходе непродолжительных средневековых египетских политико-демографических циклов население этой страны, как правило, не имело достаточно времени для того, чтобы в высокой степени заполнить экологическую нишу.
Политико-демографические коллапсы в средневековом Египте, как правило, происходили на уровне заметно ниже потолка несущей способности земли. Средневековый Египет страдал скорее от недонаселенности, чем перенаселённости; средневековое египетское население флуктуировало заметно ниже уровня потолка несущей способности земли, не выходя на этот потолок даже накануне политико-демографических коллапсов. Соответственно, модели политико-демографических циклов, связывающие политико-демографические коллапсы с заполнением экологической ниши и неплохо описывающие долгосрочную политико-демографическую динамику традиционного Китая, оказываются не вполне применимыми к средневековому Египту. Коротаев показал, что средневековую египетскую динамику лучше всего описывают математические модели, разработанные в качестве попытки сформулировать математически релевантную часть социологической теории Абд ар-Рахмана ибн Халдуна (1332—1406), то есть мыслителя, проведшего наиболее плодотворные годы своей жизни непосредственно в средневековом Египте.

## Критика
С. П. Капица, применительно к книге А. В. Коротаева и др. «Законы истории», отмечал:
К сожалению, общие вопросы применения методов математики к общественным явлениям также требуют большего внимания и понимания, чем это происходит на самом деле и о чём свидетельствуют некоторые публикации в серии «Законы истории». В ряде случаев речь может идти лишь о качественном, «мягком» моделировании, когда очень рискованно, если вообще допустимо, искать в модели более глубокий
смысл.
Высоко оценивал Коротаева Роберт Карнейро.

## Работы

### Основные книги
- Navigating Complexity in Big History. Exploring Periodization Across Cosmic and Biosocial Dimensions (Springer Nature, 2025, with David LePoire and Leonid Grinin).
- Handbook of Revolutions in the 21st Century: The New Waves of Revolutions, and the Causes and Effects of Disruptive Political Change. Cham: Springer Nature, 2022 (with Jack Goldstone and Leonid Grinin).
- The 21st Century Singularity and Global Futures. A Big History Perspective (Cham: Springer Nature, 2020, with David LePoire).
- Islamism, Arab Spring, and the Future of Democracy. World System and World Values Perspectives (Cham: Springer Nature, 2018, with Leonid Grinin and Arno Tausch)
- Дестабилизация: глобальные, национальные, природные факторы и механизмы. М., 2017.
- Эволюция глобальных сетей. М.: URSS, 2016 (совместно с С. Шульгиным и Ю. Зинькиной).
- Great Divergence and Great Convergence. A Global Perspective (Springer, 2015, with Leonid Grinin).
- Коротаев А. В., Халтурина Д. А. Мифы и гены: Глубокая историческая реконструкция. — М.: Либроком/URSS, 2010. — ISBN 978-5-397-01175-4.
- Коротаев А. В., Халтурина Д. А. и др. Законы истории. Математическое моделирование и прогнозирование мирового и регионального развития. Изд. 3, сущ. перераб. и доп. М.: ЛКИ/URSS, 2010. — ISBN 978-5-382-01252-0.
- Глобальный кризис в ретроспективе. — М.: Либроком/УРСС, 2009. — ISBN 978-5-397-00998-0 (в соавторстве с Л. Е. Грининым).
- Гиперболический рост в живой природе и обществе М.: ЛИБРОКОМ/URSS, 2009 (в соавторстве с А. В. Марковым).
- Социальная макроэволюция: Генезис и трансформации Мир-Системы. М.: ЛИБРОКОМ/URSS, 2009 (в соавторстве с Л. Е. Грининым).
- Современные тенденции мирового развития. М.: ЛИБРОКОМ/URSS, 2009 (совместно с Д. А. Халтуриной). ISBN 978-5-397-00327-8
- Макроэволюция в живой природе и обществе. М.: ЛКИ/URSS, 2008 (в соавторстве с А. В. Марковым и Л. Е. Грининым). ISBN 978-5-382-00936-0
- Законы истории. Математическое моделирование развития Мир-Системы. Демография, экономика, культура. 2-е изд. М.: КомКнига/URSS, 2007 (совместно с А. С. Малковым и Д. А. Халтуриной). ISBN 978-5-484-00957-2
- Законы истории. Вековые циклы и тысячелетние тренды. Демография, экономика, войны.. 2-е изд. М.: КомКнига/URSS, 2007 (совместно с Н. Л. Комаровой и Д. А. Халтуриной). ISBN 978-5-484-00958-9
- Возникновение ислама: Социально-экологический и политико-антропологический контекст. М.: ОГИ, 2007 (совместно с В. В. Клименко и Д. Б. Прусаковым).
- Долгосрочная политико-демографическая динамика Египта: Циклы и тенденции. М.: Восточная литература, 2006. ISBN 5-02-018526-4
- Социальная история Йемена. М.: КомКнига/URSS, 2006.
- Русский крест: Факторы, механизмы и пути преодоления демографического кризиса в России. М.: КомКнига/URSS, 2006 (совместно с Д. А. Халтуриной).
- World Religions and Social Evolution of the Old World Oikumene Civilizations: A Cross-cultural Perspective. N.Y.: Edwin Mellen Press, 2004.
- Социальная эволюция. Факторы, закономерности, тенденции. М.: Восточная литература, 2003.
- Pre-Islamic Yemen. Wiesbaden: Harrassowitz, 1996.
- Ancient Yemen. Oxford: Oxford University Press, 1995.
- Альтернативность истории. Донецк: ДО САМИ, 1992 (совместно с Манекиным Р. В., Шемякиным Я. Г., Ионовым И. Н., Дмитриевым М. В.).

### Важнейшие статьи
- Родовая организация в социально-экономической структуре классовых обществ. Советская этнография. 1989. № 2. С. 36—45 (совместно с А. А. Оболонковым).
- Некоторые проблемы моделирования социально-экономической структуры раннеклассовых и феодальных обществ. Народы Азии и Африки. 1989. № 3. С. 67—77 (совместно с Я. И. Кузьминовым).
- Apologia for «The Sabaean Cultural-Political Area». Bulletin of the School of Oriental and African Studies 57 (1994): 469—474.
- Андрей Коротаев «Апология трайбализма»: Племя как форма социально-политической организации сложных непервобытных обществ (по материалам Северо-Восточного Йемена) // (недоступная ссылка) Социологический Журнал, № 4, 1995 год.
- Некоторые проблемы социальной эволюции архаических (и не только архаических) обществ. Восток, 1995, № 5. С.211-220.
- Socio-Political Conflict in the Qatabanian Kingdom? (A preliminary re-interpretation of the Qatabanic inscription R 3566). Proceedings of the Seminar for Arabian Studies 27 (1997): 141—158.
- Origins of Islam. Acta Orientalia Academiae Scientiarum Hungaricae 53/3-4 (1999): 243—276 (совместно с В. В. Клименко и Д. Б. Прусаковым).
- Regions Based on Social Structure: A Reconsideration. Current Anthropology 41/5 (2000): 668—690 (совместно с А. А. Казанковым).
- Polygyny and Democracy: a Cross-Cultural Comparison. Cross-Cultural Research. 34/2 (May2000). P. 190—208 (совместно с Д. М. Бондаренко).
- Parallel Cousin (FBD) Marriage, Islamization, and Arabization. Ethnology 39/4 (2000): 395—407.
- «Galton’s Asset» and «Flower’s Problem»: Cultural Networks and Cultural Units in Cross-Cultural Research (or, the Male Genital Mutilations and Polygyny in Cross-Cultural Perspective). American Anthropologist. 105 (2003): 353—358 (совместно с В. де Мунком).
- Математические модели исторической демографии (Как хаос на микроуровне порождает предсказуемую динамику на макроуровне?). Общественные науки и современность. № 5. С. 140—154 (совместно с Д. С. Чернавским и А. С. Малковым).
- A Compact Macromodel of World System Evolution. Journal of World Systems Research 11/1 (2005): 79-93.
- Российский демографический крест в сравнительном аспекте. Общественные науки и современность. 2006. № 3. С. 105—118 (совместно с Д. А. Халтуриной).
- Return of the White Raven: Postdiluvial Reconnaissance Motif A2234.1.1 Reconsidered. Journal of American Folklore 119 (2006): 472—520 (совместно с Ю. Е. Берёзкиным и др.).
- Phanerozoic marine biodiversity follows a hyperbolic trend. Palaeoworld. Volume 16, Issue 4, December 2007, Pages 311—318 (совместно с А. В. Марковым).
- Компактная математическая модель экономического и демографического развития Мир-Системы (1-1973 гг.). Экономика и математические методы. 2008. № 4. С. 90-101 (совместно с А. С. Малковым и Д. А. Халтуриной).
- Гиперболический рост разнообразия морской и континентальной биот фанерозоя и эволюция сообществ. Журнал Общей Биологии. 2008. № 3. С. 175—194 (совместно с А. В. Марковым).
- A Spectral Analysis of World GDP Dynamics: Kondratieff Waves, Kuznets Swings, Juglar and Kitchin Cycles in Global Economic Development, and the 2008—2009 Economic Crisis. Structure and Dynamics. 2010. Vol.4. #1. P.3-57 (совместно с С. В. Цирелем).
- О возможности предсказания нынешнего глобального кризиса и его второй волны. Экономическая политика. 2010. № 6. С. 39-46 (совместно с А. А. Акаевым и В. А. Садовничим).
- Kondratieff Waves in Global Invention Activity (1900—2008). Technological Forecasting & Social Change. 2011. Vol. 78. P. 1280—1284 (совместно с Ю. В. Зинькиной и Ю. В. Божевольновым).
- Египетская революция 2011 г.: структурно-демографический анализ. Политические исследования (Полис). ЭкстраТекст. 2011. Вып. 1 (совместно с Ю. В. Зинькиной).
- Explosive population growth in tropical Africa: Crucial omission in development forecasts (emerging risks and way out) // World Futures, 70/2 (2014), 271—305.
- On the structure of the present-day convergence // Campus-Wide Information Systems, 31/2 (2014), 41—57.
- Phases of global demographic transition correlate with phases of the Great Divergence and Great Convergence. Technological Forecasting and Social Change. Volume 95, June 2015, Pages 163—169.
- Economic Development and Sociopolitical Destabilization: A Re-Analysis // Cliodynamics. — 2018. — Т. 9. — №. 1. P. 59-118.
- The 21st Century Singularity and its Big History Implications: A re-analysis.Journal of Big History 2/3 (2018): 71 — 118.
- Традиционная кланово-племенная структура и современная политическая система Сомали // Восток (Oriens). 2024. № 1. С. 137—152.